# CBRE Group

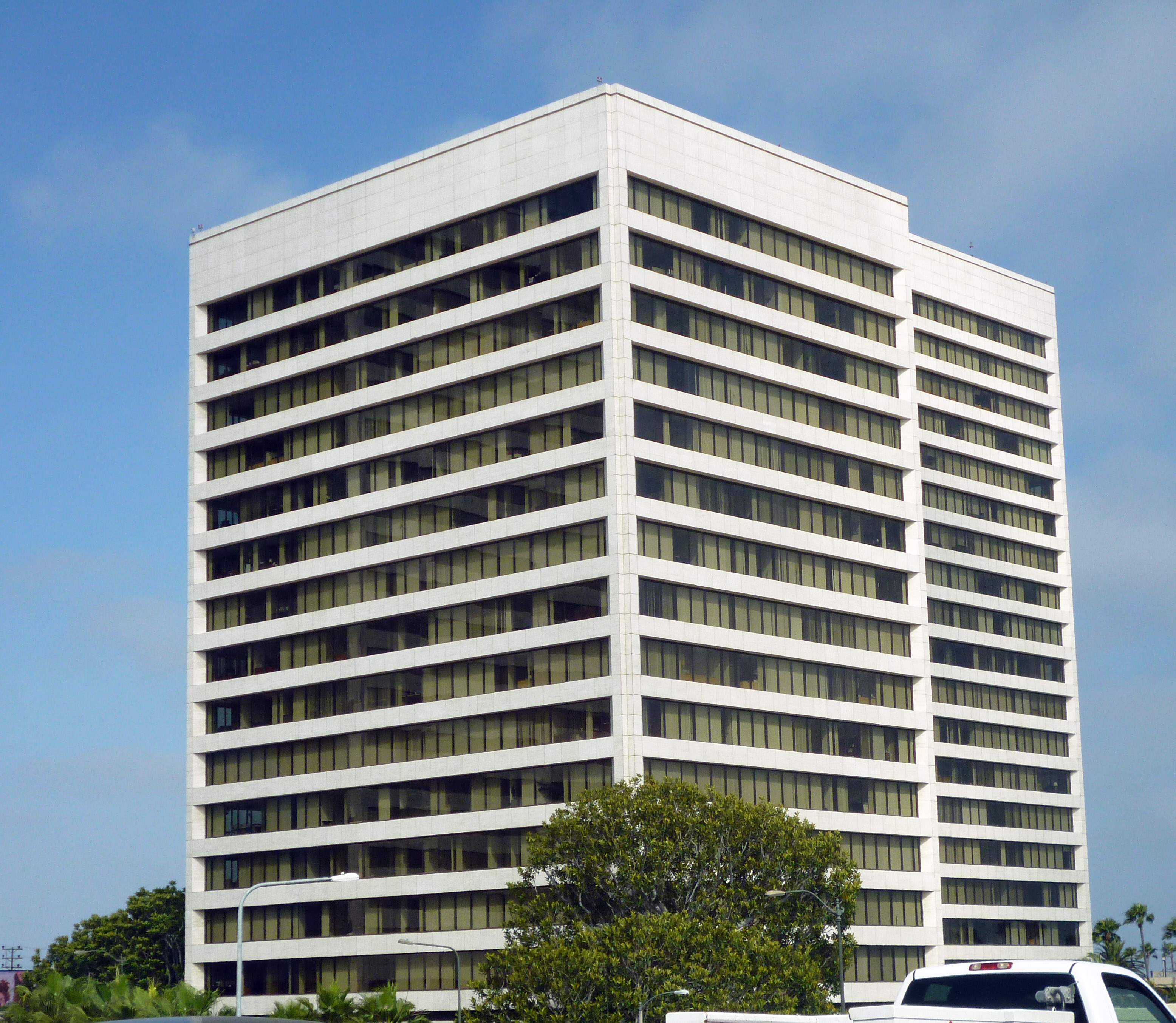
Dawna siedziba firmy w Los Angeles

CBRE Group, Inc. (do 3 października 2011 CB Richard Ellis) – międzynarodowa firma świadcząca usługi doradcze na rynku nieruchomości komercyjnych. Jest notowana na nowojorskiej giełdzie, wchodzi w skład indeksu S&P 500 oraz rankingu Fortune 500. Firma zatrudnia około 90 000 pracowników i posiada ponad 480 biur na całym świecie. W Polsce firma działa od wiosny 2000 r. i obecnie (2016 r.) zatrudnia około 1000 pracowników w ramach dwóch spółek CBRE sp. z o.o. i CBRE Corporate Outsourcing sp. z o.o.

## Historia
Firma wywodzi się z założonej 27 sierpnia 1906 r. Tucker, Lynch & Coldwell, której nazwę zmieniono w 1936 na Coldwell, Banker & Company. W 1989 r. utworzono CB Commercial, które w 1995 nabyło Westmark Realty Advisors, w 1996 L.J. Melody & Company, a w 1997 Koll Real Estate Services. Rok później firma przejmując Richard Ellis International Limited, której historia sięga do 1773 r., zmieniła swoją nazwę na CB Richard Ellis, co spowodowało, że dzisiaj jest znana na całym świecie pod nazwą CBRE. W tym samym roku przejęto również firmę Hillier Parker.
W lipcu 2003 r. CBRE przejęło Insignia Financial Group, a w czerwcu następnego roku weszło na nowojorską giełdę. W 2005 r. firma po raz pierwszy w swojej historii znalazła się w rankingu Fortune 1000, a rok później weszła w skład indeksu S&P 500. Pod koniec tego samego roku, wskutek transakcji o wartości szacowanej na 2,2 miliarda dolarów, firma przejęła Trammel Crow Company.
W 2009 r. firma po raz trzeci z rzędu znalazła się w rankingu 50 najlepiej prosperujących firm według magazynu BusinessWeek. W 2010 Financial Times ogłosił firmę najlepszym doradcą w dziedzinie nieruchomości, a Frost & Sullivan oraz The Black Book of Outsourcing nazwały CBRE najlepszą firmą outsourcingową w tej branży. W rankingu Newsweeka na „najzieleńszą dużą firmę” przedsiębiorstwo zajęło 30. miejsce i było najwyżej ocenioną firmą z branży.
Jest to pierwsza i jedyna firma z branży nieruchomości komercyjnych uwzględniona w prestiżowym rankingu Fortune 500. W 2011 r. uzyskała ona również najwyższą w historii ocenę pośród firm zajmujących się nieruchomościami komercyjnymi w prestiżowym rankingu IAOP oceniającym firmy outsourcingowe.